# Pneumodesmus newmani
Pneumodesmus newmani es una especie de artrópodo miriápodo diplópodo extinto que vivió hace 428 millones de años, en el Silúrico Tardío. Es el primer miriápodo y el primer animal terrestre del que se tiene conocimiento. Fue descubierto en 2004, nombrado por un único espécimen descubierto en Stonehaven, Aberdeenshire (Escocia).

## Descubrimiento
El fósil de P. newmani fue encontrado por Mike Newman, conductor de autobuses y paleontólogo aficionado de Aberdeen, en una capa de rocas de piedra arenisca en la playa de Cowie, cerca de Stonehaven. A la especie se le asignó el nombre específico «newmani» en honor de Newman. El holotipo se conserva en el Museo Nacional de Escocia, en Edimburgo. El nombre del género deriva del griego pneumato, 'aire' o 'aliento' en referencia a su respiración aerobia.

## Descripción
El único fragmento de 1 cm de P. newmani presenta una pequeña expansión lateral o paranota en el cuerpo y largas y delgadas patas. La porción dorsal de cada segmento del cuerpo está adornada con una barra horizontal y tres filas de protuberancias casi hexagonales.

## Importancia
El fósil es importante porque su cutícula contiene aberturas que se interpretan como espiráculos, parte de un sistema de intercambio gaseoso que sólo funcionaría en el aire. Esto convierte a P. newmani en el primer artrópodo documentado con un sistema traqueal, y de hecho el primer animal terrestre que respira oxígeno del que se tiene conocimiento.
Los icnofósiles de miriápodos se sabe que datan del Ordovícico Inferior (el período geológico que precede al Silúrico), pero P. newmani es el fósil más antiguo del cuerpo de un diplópodo (milpiés), y se ha datado en hace 428 millones de años (entre el período superior del Wenlock y el inferior del Ludlow). Los primeros quilópodos (ciempiés) aparecen unos 10 millones de años más tarde, y el primer vertebrado terrestre conocido, Tiktaalik, es 50 millones de años más reciente que Pneumodesmus.
Durante el Silúrico, las rocas que más tarde serían parte de Escocia se estaban estableciendo en el continente de Laurentia, en una parte tropical del Hemisferio Sur.